# Zakupy impulsywne
Zakupy impulsywne – zakupy dokonywane spontanicznie, bez zastanowienia, pod wpływem nagłej silnej potrzeby kupienia czegoś, czego kupujący nie potrafi sobie odmówić.

## Skłonność do kupowania impulsywnego
Tendencja, skłonność do zakupów impulsywnych, to względnie stała cecha indywidualna, predyspozycja do zachowania się w określony sposób czyli dokonywania zakupów w sposób spontaniczny, nagły, bezrefleksyjny. Rook i Fisher (1985) akcentują, że konsumenci o wysokiej skłonności do kupowania impulsywnego są bardziej skłonni do bezrefleksyjności w swoich zakupach, ponieważ częściej doświadczają impulsów podczas zakupów i bardziej oddziałuje na nich bliskość produktu. Nie zawsze jednak konsumenci o wysokiej skłonności do kupowania impulsywnego muszą poddawać  się impulsom, które są przez nich odczuwane podczas zakupów. Na to jak konsument się zachowa wpływa nie tylko owa predyspozycja czy też zabiegi marketingowe, używane przez sprzedawców, ale także presja czasu, zasobność portfela, poziom samokontroli, normatywna ocena kupowania impulsywnego.

## Czynniki
Czynnikami decydującymi o dokonywaniu zakupów w sposób impulsywny są przede wszystkim takie cechy indywidualne jak ogólna impulsywność, optymalny poziom pobudzenia, poziom materializmu, postawy wobec pieniędzy, orientacja temporalna, rekreacyjny styl kupowania. 
Drugą ważną grupą czynników decydujących o zachowaniu podczas zakupów są czynniki indywidualne i sytuacyjne, takie jak: emocje odczuwane podczas zakupów, postawa wobec promocji, rozwiązania organizacyjne stosowane w placówkach handlowych mające zwiększyć poziom tego rodzaju zakupów, a także atmosfera i komfort podczas dokonywania zakupów. 
Trzecią grupę stanowią czynniki, które decydują o tym, czy dokonamy lub nie dokonamy zakupu, takie jak: samokontrola, dostęp do pieniędzy, forma używanych pieniędzy, normatywna ocena kupowania impulsywnego.

## Akratyczne zakupy impulsywne
Tematyką zakupów impulsywnych zajmował się m.in. Michael Wood (1998). Zaproponowane przez niego pojęcie „akratycznych zakupów impulsywnych” oznacza zakupy nieplanowane, w niewielkim stopniu przemyślane bądź w ogóle nie przemyślane, powiązane z nastrojem, afektami – nie są przymusem – oraz pozostające w sprzeczności z właściwym osądem kupującego.